# Championnat d'Aquitaine de cross-country
Le Championnat d'Aquitaine de cross-country est la compétition annuelle de cross-country désignant le champion d'Aquitaine de la discipline. Il est qualificatif pour les Interrégionaux Sud-Ouest de cross-country.

## Palmarès cross long hommes
- 2002 : Frédéric Denis
- 2003 : Ismail Sghyr
- 2004 : Frédéric Denis
- 2005 : Yohan Durand
- 2006 : Mouhcine Akhoudaoui
- 2007 : Laurent Galinier
- 2008 : Benjamin Malaty
- 2009 : Cheikh Gabes
- 2010 : Said Jandari
- 2011 : Michael Gras
- 2012 : Annulée[1]
- 2013 : Michael Gras
- 2014 : Michael Gras
- 2015 : Quentin Guillon
- 2016 : Yannick Dupouy

## Palmarès cross long femmes
- 2002 : Charlotte Audier
- 2003 : Lucie Milloncourt
- 2004 : Charlotte Audier
- 2005 : Lucie Milloncourt
- 2006 : Lucie Milloncourt
- 2007 : Aurélie Casado
- 2008 : Aurélie Casado
- 2009 : Marie-Laure Dumergues
- 2010 : Marie-Laure Dumergues
- 2011 : Marie-Laure Dumergues
- 2012 : Annulée[1]
- 2013 : Marie-Laure Dumergues
- 2014 : Marine Etienne
- 2015 : Marie-Laure Dumergues
- 2016 : Anaïs Bourgeix